# Coupe d'Asie des clubs champions 1996-1997
Navigation
Édition précédente Édition suivante
La Coupe d'Asie des clubs champions 1996-1997 voit le sacre du club des Pohang Steelers qui bat le tenant du titre, Ilhwa Chunma lors d'une finale 100 % sud-coréenne disputée à Kuala Lumpur. C'est le tout premier succès en Coupe d'Asie pour le club de Pohang.

## Premier tour

### Asie de l'Ouest
| Équipe 1            | Résultat | Équipe 2                 | Aller | Retour |
| ------------------- | -------- | ------------------------ | ----- | ------ |
| Neftchi Ferghana    | 8 - 2    | Pamir Douchanbé          | 4 - 1 | 4 - 1  |
| AiK Bichkek         | 3 - 6    | FC Yelimay Semipalatinsk | 2 - 4 | 1 - 2  |
| Köpetdag Achgabat   | 0 - 1    | Persepolis FC            | 0 - 0 | 0 - 1  |
| Riffa Club          | -        | Nejmeh SC                | 2 - 1 | 0 - 3  |
| Al-Nasr             | -        | Sharjah SC forfait       | -     | -      |
| Kazma Sporting Club | 10 - 1   | Dhofar Club              | 9 - 0 | 1 - 1  |

### Asie de l'Est
| Équipe 1                      | Résultat      | Équipe 2                             | Aller | Retour     |
| ----------------------------- | ------------- | ------------------------------------ | ----- | ---------- |
| Shanghai Shenhua              | 9 - 2         | Instant-Dict FC                      | 7 - 1 | 2 - 1      |
| Công an Thành phố Hồ Chí Minh | 1 - 2         | Johor FC                             | 0 - 1 | 1 - 1 a.p. |
| JCT Mills                     | 2 - 2 4-2 tab | New Road Team                        | 1 - 1 | 1 - 1      |
| PSM Makassar                  | 1 - 4         | Pohang Steelers                      | 1 - 0 | 0 - 4      |
| New Radiant                   | 1 - 0         | Petta United SC                      | 1 - 0 | -          |
| Yokohama Marinos              | -             | Grupo Desportivo Artilheiros forfait | -     | -          |

## Huitièmes de finale

### Asie de l'Ouest
| Équipe 1                 | Résultat | Équipe 2         | Aller | Retour |
| ------------------------ | -------- | ---------------- | ----- | ------ |
| Al-Zawra'a SC            | 3 - 1    | Neftchi Ferghana | 1 - 0 | 2 - 1  |
| FC Yelimay Semipalatinsk | 3 - 5    | Persepolis FC    | 3 - 0 | 0 - 5  |
| Nejmeh SC                | 1 - 4    | Al-Nasr          | 1 - 0 | 0 - 4  |
| Kazma Sporting Club      | 1 - 2    | Al Rayyan        | 0 - 1 | 1 - 1  |

### Asie de l'Est
| Équipe 1             | Résultat | Équipe 2         | Aller | Retour |
| -------------------- | -------- | ---------------- | ----- | ------ |
| Ilhwa Chunma (T)     | 1 - 0    | Shanghai Shenhua | 0 - 0 | 1 - 0  |
| Yokohama Marinos     | 3 - 1    | Johor FC         | 2 - 0 | 1 - 1  |
| JCT Mills            | 1 - 2    | New Radiant      | 1 - 0 | 0 - 2  |
| Thai Farmers Bank FC | 1 - 5    | Pohang Steelers  | 1 - 3 | 0 - 2  |

## Quarts de finale
Les 8 équipes qualifiées sont réparties en 2 poules géographiques de 4 équipes qui s'affrontent une fois. Les deux premiers de chaque poule se qualifient pour les demi-finales.

### Asie de l'Est
- Matchs disputés à Doha au Qatar

| Rang | Équipe        | Pts | J | G | N | P | Bp | Bc | Diff |  | Résultats (▼ dom., ► ext.) |  |     |     |     |
| ---- | ------------- | --- | - | - | - | - | -- | -- | ---- |  | -------------------------- |  | --- | --- | --- |
| 1    | Persepolis FC | 6   | 3 | 2 | 0 | 1 | 6  | 5  | +1   |  | Persepolis FC              |  | 2-1 | 2-3 | 2-1 |
| 2    | Al-Zawra'a SC | 4   | 3 | 1 | 1 | 1 | 3  | 2  | +1   |  | Al-Zawra'a SC              |  |     | 0-0 | 2-0 |
| 3    | Al-Nasr       | 4   | 3 | 1 | 1 | 1 | 4  | 4  | 0    |  | Al-Nasr                    |  |     |     | 1-2 |
| 4    | Al Rayyan     | 3   | 3 | 1 | 0 | 2 | 3  | 5  | -2   |  | Al Rayyan                  |  |     |     |     |

### Asie de l'Ouest
- Matchs disputés à Daegu, en Corée du Sud

| Rang | Équipe           | Pts | J | G | N | P | Bp | Bc | Diff |  | Résultats (▼ dom., ► ext.) |  |     |     |      |
| ---- | ---------------- | --- | - | - | - | - | -- | -- | ---- |  | -------------------------- |  | --- | --- | ---- |
| 1    | Ilhwa Chunma     | 7   | 3 | 2 | 1 | 0 | 12 | 2  | +10  |  | Ilhwa Chunma               |  | 0-0 | 3-2 | 9-0  |
| 2    | Pohang Steelers  | 5   | 3 | 1 | 2 | 0 | 8  | 2  | +6   |  | Pohang Steelers            |  |     | 2-2 | 6-0  |
| 3    | Yokohama Marinos | 4   | 3 | 1 | 1 | 1 | 14 | 5  | +9   |  | Yokohama Marinos           |  |     |     | 10-0 |
| 4    | New Radiant      | 0   | 3 | 0 | 0 | 3 | 0  | 25 | -25  |  | New Radiant                |  |     |     |      |

## Tableau final
- Toutes les rencontres sont disputées à Kuala Lumpur en Malaisie.

|  | Demi-finales     | Demi-finales     |                        |   | Finale | Finale |
|  | Demi-finales     | Demi-finales     |                        |   | Finale | Finale |
|  |                  |                  |                        |   |        |        |
|  |                  |                  |                        |   |        |        |
|  |                  |                  |                        |   |        |        |
|  | Persepolis FC    | 1                |                        |   |        |        |
|  | Persepolis FC    | 1                |                        |   |        |        |
|  | Pohang Steelers  | 3                |                        |   |        |        |
|  | Pohang Steelers  | 3                | Pohang Steelers a.p.   | 2 |        |        |
|  |                  |                  | Pohang Steelers a.p.   | 2 |        |        |
|  |                  | Ilhwa Chunma (T) | 1                      |   |        |        |
|  | Ilhwa Chunma (T) | Ilhwa Chunma (T) | 1                      | 1 |        |        |
|  | Ilhwa Chunma (T) |                  |                        | 1 |        |        |
|  | Al-Zawra'a SC    | 0                |                        |   |        |        |
|  | Al-Zawra'a SC    | 0                | Match pour la 3e place |   |        |        |
|  |                  |                  |                        |   |        |        |
|  |                  |                  |                        |   |        |        |
|  |                  |                  |                        |   |        |        |
|  | Persepolis FC    | 4                |                        |   |        |        |
|  | Persepolis FC    | 4                |                        |   |        |        |
|  | Al-Zawra'a SC    | 1                |                        |   |        |        |
|  | Al-Zawra'a SC    | 1                |                        |   |        |        |